# Henry Ariel López Báez
Henry Ariel López Báez (Montevideo, Uruguay, 3 de julio de 1967) es un exfutbolista uruguayo, de larga trayectoria en el Club Atlético Bella Vista de la Primera División Profesional de Uruguay.Es el jugador con más presencias del Club Atlético Bella Vista. 

## Trayectoria
Además de sus catorce temporadas en el Club Atlético Bella Vista, Ariel López Báez jugó en el Club Atlético Basáñez, el Centro Atlético Fénix y una temporada en Nacional_"B" y una en primera división (A) de Argentina en el Club Atlético Talleres (Córdoba). También se ha desempeñado como técnico en los clubes Brujas Fútbol Club y Club Atlético Bella Vista.

## Selección nacional
Ha sido internacional con la Selección de fútbol de Uruguay, catorce convocatorias entre los años 1991 y 1992.

### Participaciones en Copa América
| Evento            | Organizador | Año          |
| ----------------- | ----------- | ------------ |
| Copa América 1991 | Chile       | Primera fase |

## Clubes
| Club                             | País      | Año       |
| -------------------------------- | --------- | --------- |
| Club Atlético Bella Vista        | Uruguay   | 1986–1993 |
| Club Atlético Talleres (Córdoba) | Argentina | 1993–1995 |
| Club Atlético Basáñez            | Uruguay   | 1995–1996 |
| Centro Atlético Fénix            | Uruguay   | 1996–1997 |
| Club Atlético Bella Vista        | Uruguay   | 1997–2004 |

## Palmarés

### Campeonatos nacionales
| Título                                          | Club                             | País      | Año  |
| ----------------------------------------------- | -------------------------------- | --------- | ---- |
| Campeonato Uruguayo                             | Club Atlético Bella Vista        | Uruguay   | 1990 |
| Campeón Torneo Octogonal (Primera "B" Nacional) | Club Atlético Talleres (Córdoba) | Argentina | 1994 |
| Campeonato Uruguayo de Segunda División         | Club Atlético Bella Vista        | Uruguay   | 1997 |
| Torneo Liguilla Pre-Libertadores                | Club Atlético Bella Vista        | Uruguay   | 1998 |